# Jean II de Faucogney
Jean II de Faucogney, né en 1275 et décédé en 1319, est un noble comtois. Il fut seigneur de Faucogney et vicomte de Vesoul,,.
Il épouse Catherine, fille de Thiébaut III de Neuchâtel-Bourgogne et de Jeanne-Agnès de Commercy, avec qui il a :
- Jean III,
- Henry,
- Aimé, (? - 1362), mort sans alliance,
- Thiébaud, (? - après 1339), seigneur de Château-Lambert,
- Hugues,
- Agnès, elle épouse Geoffroy de Beaujeu,
- Jeanne, elle épouse 1er mars 1340 Jean Ier de Montreux-Melisey.